# Championnats d'Europe d'athlétisme jeunesse 2022
Navigation
Édition précédente Édition suivante
La 3e édition des Championnats d'Europe d'athlétisme jeunesse se déroule du 4 au 7 juillet 2022 à Jérusalem en Israël.
Des 48 nations engagées, 27 d'entre-elles se partagent les médailles attribuées. Le Royaume-Uni remporte le tableau des médailles, comme lors de la précédente édition de 2018.

## Délégations
- Albanie (1)
- Allemagne (51)
- Andorre (2)
- Arménie (2)
- Autriche (15)
- Azerbaïdjan (1)
- Belgique (15)
- Bosnie-Herzégovine (3)
- Bulgarie (15)
- Chypre (18)
- Croatie (11)
- Danemark (18)
- Espagne (43)
- Estonie (23)
- Finlande (50)
- France (35)
- Géorgie (1)
- Grèce (50)
- Hongrie (44)
- Irlande (20)
- Islande (3)
- Israël (16) (hôte)
- Italie (53)
- Kosovo (2)
- Lettonie (23)
- Liechtenstein (1)
- Lituanie (16)
- Luxembourg (3)
- Macédoine (1)
- Malte (3)
- Moldavie (5)
- Monaco (1)
- Monténégro (1)
- Norvège (23)
- Pays-Bas (19)
- Pologne (41)
- Portugal (15)
- République tchèque (48)
- Roumanie (31)
- Royaume-Uni (42)
- Saint-Marin (1)
- Serbie (25)
- Slovaquie (14)
- Slovénie (32)
- Suède (34)
- Suisse (46)
- Turquie (46)
- Ukraine (19)

La Fédération russe d'athlétisme et la Fédération biélorusse d'athlétisme ne participent pas, étant suspendues en raison du déclenchement de l'invasion de l'Ukraine par la Russie en février 2022.

## Résultats

### Garçons
| Épreuves | Or                                                                                           | Argent | Bronze                                                                                |
| --- | -------------------------------------------------------------------------------------------- | --- | ------------------------------------------------------------------------------------- |
| 100 m | Marek Zakrzewski 10 s 32 (CR)                                                                | Isak Hughes 10 s 36 (NU18B)                                                                                               | Benedikt Thomas Wallstein 10 s 44 (NU18B)                                             |
| 200 m | Dejan Ottou 21 s 10 (PB)                                                                     | Eduardo Longobardi 21 s 22                                                                                                | Michał Gorzkowicz 21 s 34 (PB)                                                        |
| 400 m | David García 46 s 67 (CR)                                                                    | Árpád Kovács 47 s 87 | Adrian Wójciak 48 s 13 (PB)                                                           |
| 800 m | Jakub Dudycha 1 min 51 s 35                                                                  | Noam Mamu 1 min 51 s 79 (PB)                                                                                              | Davide De Rosa 1 min 51 s 81                                                          |
| 1 500 m | Niels Laros 3 min 49 s 99 (CR)                                                               | Andreas Fjeld Halvorsen 3 min 52 s 14                                                                                     | Tendai Nyabadza 3 min 52 s 47                                                         |
| 3 000 m | Niels Laros 8 min 11 s 49                                                                    | Andreas Fjeld Halvorsen 8 min 13 s 48                                                                                     | Edward Bird 8 min 14 s 59 (PB)                                                        |
| 2 000 m steeple | Sergio del Barrio 5 min 38 s 33 (CR, PB, WU18L)                                              | Hicham Errbibih 5 min 40 s 35 (NU18B)                                                                                     | Aarno Liebl 5 min 40 s 45 (NU18B)                                                     |
| 110 m haies | David Pronk 13 s 50 (PB)                                                                     | Némo Rase 13 s 56 | Nils Leifert 13 s 74 (PB)                                                             |
| 400 m haies | Bastian Elnan Aurstad 50 s 89 (WU18L)                                                        | Fintan Dewhirst 51 s 65 (PB)                                                                                              | Gergő Takács 51 s 77 (PB)                                                             |
| Saut en hauteur | Mattia Furlani 2,15 m                                                                        | Michaelis Christofi 2,13 m (PB) Jakub Walecki 2,13 m (PB)                                                                 | Non décernée                                                                          |
| Saut à la perche | Michał Gawenda 5,10 m                                                                        | Valentin Imsand 5,10 m | Linus Jönsson 5,10 m (=PB)                                                            |
| Saut en longueur | Mattia Furlani 8,04 m (CR, PB)                                                               | Thomas Martinez 7,73 m (NU18B)                                                                                            | Francesco Inzoli 7,58 m (PB)                                                          |
| Triple saut | Lachezar Valchev 15,76 m (EU20L)                                                             | Nicolò Cannavale 15,45 m (PB)                                                                                             | Vasil Rusenov 15,18 m (PB)                                                            |
| Lancer du poids | Ali Peker 21,03 m (WU18L)                                                                    | Georg Harpf 20,16 m | Aatu Kangasniemi 19,48 m                                                              |
| Lancer du disque | Mykhailo Brudin 64,51 m (CR)                                                                 | Yannick Rolvink 63,06 m (NU18B)                                                                                           | Mihai Damian Motorca 58,18 m                                                          |
| Lancer du marteau | Iosif Kesidis 78,92 m                                                                        | Aatu Kangasniemi 77,74 m (PB)                                                                                             | Georgios Papanastasiou 77,37 m                                                        |
| Lancer du javelot | Topi Parviainen 84,52 m (EU18B)                                                              | Máté Horváth 73,72 m | Ryan Jansen 72,10 m                                                                   |
| Décathlon | Amadeus Gräber 7 626 pts (CR)                                                                | Leo Göransson 7 609 pts (PB)                                                                                              | Alexandre Montagné 7 591 pts (PB)                                                     |
| 10 000 m marche | Frederick Weigel 44 min 01 s 60 (CR)                                                         | Giuseppe Disabato 44 min 16 s 55 (PB)                                                                                     | Miguel Espinosa 44 min 46 s 88 (PB)                                                   |
| Relais suédois (100, 200, 300 et 400 m) (14 équipes) | Italie Francesco Inzoli Filippo Padovan Eduardo Longobardi Davide De Rosa 1 min 52 s 69 (CR) | Norvège Jonathan Hertwig-Ødegaard Sebastian Berntsen Even Elias Grannes Pedersen Bastian Elnan Aurstad 1 min 53 s 36 (SB) | Royaume-Uni Teddy Wilson Dejaune Lingard Dean Patterson Tom Gaunce 1 min 53 s 75 (SB) |
| Records et Performances - AR : Record continental (area record) - CR : Record des championnats (championship record) - MR : Record du meeting (meet record) - NR : Record national (national record) - OR : Record olympique (olympic record) - PR : Record paralympique (paralympic record) - PB : Record personnel (personal best) - SB : Meilleure performance personnelle de la saison (season's best) - WL : Meilleure performance mondiale de l'année (world leader) - WJR : Record du monde junior (world junior record) - WR : Record du monde (world record) Circonstances et Conditions - DNF : N'a pas terminé (did not finish) - DNS : N'a pas pris le départ (did not start) - DQ : Disqualification (disqualification) - NM : Aucun essai valable enregistré (No Mark) - Q : Qualifié « directement » au prochain tour (ou à la prochaine compétition), lors d'une compétition majeure, grâce au classement ou à la réalisation des minima (automatic qualifier) - q : Qualifié au prochain tour (ou à la prochaine compétition), lors d'une compétition majeure, grâce au repêchage ou à la réalisation de l'une des meilleures performances parmi celles des « non qualifiés directement » (grâce au meilleur temps ou à la meilleure distance par exemple) (secondary qualifier) |                                                                                              | |                                                                                       |

### Filles
| Épreuves | Or                                                                                           | Argent                                                                                       | Bronze                                                                           |
| --- | -------------------------------------------------------------------------------------------- | -------------------------------------------------------------------------------------------- | -------------------------------------------------------------------------------- |
| 100 m | Nia Wedderburn-Goodison 11 s 39 (CR)                                                         | Chelsea Kadiri 11 s 50 (PB)                                                                  | Renee Regis 11 s 58 (=PB)                                                        |
| 200 m | Faith Akinbileje 23 s 36                                                                     | Holly Okuku 24 s 03                                                                          | Lara Jurčić 24 s 22 (PB)                                                         |
| 400 m | Charlotte Henrich 53 s 54 (PB)                                                               | Lurdes Gloria Manuel 53 s 61                                                                 | Edanur Tulum 53 s 96 (NU18B)                                                     |
| 800 m | Malin Hoelsveen 2 min 09 s 29                                                                | Jana Becker 2 min 09 s 52                                                                    | Iris Downes 2 min 09 s 56                                                        |
| 1 500 m | Annie Mann 4 min 23 s 41 (PB)                                                                | Ayça Fidanoglu 4 min 23 s 98                                                                 | Shirin Kerber 4 min 24 s 46                                                      |
| 3 000 m | Sofia Thøgersen 9 min 20 s 56                                                                | Jessica Bailey 9 min 32 s 72                                                                 | Edibe Yagiz 9 min 34 s 53 (PB)                                                   |
| 2 000 m steeple | Jolanda Kallabis 6 min 20 s 22 (CR, NU18B, WU20L)                                            | Adia Budde 6 min 28 s 09 (PB)                                                                | Sofia Thøgersen 6 min 29 s 68 (SB)                                               |
| 100 m haies | Mia McIntosh 13 s 05 (CR)                                                                    | Essi Niskala 13 s 29                                                                         | Sofia Pizzato 13 s 33 (NU18B)                                                    |
| 400 m haies | Ophelia Pye 58 s 09 (CR)                                                                     | Zoë Laureys 58 s 22                                                                          | Stephanie Okoro 58 s 44 (PB)                                                     |
| Saut en hauteur | Angelina Topić 1,92 m                                                                        | Johanna Göring 1,88 m                                                                        | Merel Maes 1,86 m (SB)                                                           |
| Saut à la perche | Iliana Triantafyllou 4,05 m                                                                  | Viktorie Ondrová 3,95 m                                                                      | Ella Uddenäs 3,85 m                                                              |
| Saut en longueur | Ayla Hallberg Hossain 6,39 m (CR)                                                            | Brina Likar 6,30 m                                                                           | Plamena Chakarova 6,24 m (PB) Laura Martínez 6,24 m (PB)                         |
| Triple saut | Clémence Rougier 13,72 m (EU20L)                                                             | Teodora Boberić 13,36 m (PB)                                                                 | Natalija Dragojević 13,04 m (PB)                                                 |
| Lancer du poids | Cleo Agyepong 17,39 m (EU18L)                                                                | Chantal Rimke 16,86 m (NU18B)                                                                | Paige Stevens 16,69 m (PB)                                                       |
| Lancer du disque | Curly Brown 50,64 m (PB)                                                                     | Princesse Hyman 50,27 m (PB)                                                                 | Anna Kicińska 46,60 m (PB)                                                       |
| Lancer du marteau | Valentina Savva 70,28 m                                                                      | Villő Viszkeleti 69,11 m (PB)                                                                | Emilia Kolokotroni 65,35 m (PB)                                                  |
| Lancer du javelot | Veera Sauna-Aho 52,22 m                                                                      | Suze Zeevat 50,68 m                                                                          | Orinta Navikaitė 50,64 m (PB)                                                    |
| Heptathlon | Jana Koščak 6 106 pts                                                                        | Modèle:HUH-d Sarolta Kriszt 5 794 pts                                                        | Pia Meßing 5 690 pts                                                             |
| 5 000 m marche | Sofía Santacreu 22 min 46 s 32 (NU18B)                                                       | Martina Sciannamea 23 min 15 s 40                                                            | Léna Auvray 23 min 26 s 07                                                       |
| Relais suédois | Royaume-Uni Renee Regis Faith Akinbileje Rebecca Grieve Etty Sisson 2 min 7 s 18 (CR, EU18B) | Italie Alice Pagliarini Ludovica Galuppi Elisa Marcello Ngalula Kabangu 2 min 7 s 35 (NU18B) | Espagne Ainhoa Repáraz Laura Martínez Adriana Lopez Ana Prieto 2 min 8 s 80 (SB) |
| Records et Performances - AR : Record continental (area record) - CR : Record des championnats (championship record) - MR : Record du meeting (meet record) - NR : Record national (national record) - OR : Record olympique (olympic record) - PR : Record paralympique (paralympic record) - PB : Record personnel (personal best) - SB : Meilleure performance personnelle de la saison (season's best) - WL : Meilleure performance mondiale de l'année (world leader) - WJR : Record du monde junior (world junior record) - WR : Record du monde (world record) Circonstances et Conditions - DNF : N'a pas terminé (did not finish) - DNS : N'a pas pris le départ (did not start) - DQ : Disqualification (disqualification) - NM : Aucun essai valable enregistré (No Mark) - Q : Qualifié « directement » au prochain tour (ou à la prochaine compétition), lors d'une compétition majeure, grâce au classement ou à la réalisation des minima (automatic qualifier) - q : Qualifié au prochain tour (ou à la prochaine compétition), lors d'une compétition majeure, grâce au repêchage ou à la réalisation de l'une des meilleures performances parmi celles des « non qualifiés directement » (grâce au meilleur temps ou à la meilleure distance par exemple) (secondary qualifier) |                                                                                              |                                                                                              |                                                                                  |

### Tableau des médailles
| Rang | Nation      | Or | Argent | Bronze | Total |
| ---- | ----------- | -- | ------ | ------ | ----- |
| 1    | Royaume-Uni | 8  | 1      | 7      | 16    |
| 2    | Allemagne   | 4  | 7      | 3      | 14    |
| 3    | Italie      | 3  | 5      | 3      | 11    |
| 4    | Pays-Bas    | 3  | 2      | 1      | 6     |
| 5    | Espagne     | 3  | 0      | 3      | 6     |
| 6    | France      | 2  | 3      | 2      | 7     |
| 7    | Norvège     | 2  | 3      | 0      | 5     |
| 8    | Finlande    | 2  | 2      | 1      | 5     |
| 9    | Pologne     | 2  | 1      | 3      | 6     |
| 10   | Chypre      | 2  | 1      | 1      | 4     |
| 11   | Suède       | 1  | 2      | 2      | 5     |
| 12   | Tchéquie    | 1  | 2      | 0      | 3     |
| 13   | Turquie     | 1  | 1      | 2      | 4     |
| 14   | Serbie      | 1  | 1      | 1      | 3     |
| 15   | Bulgarie    | 1  | 0      | 2      | 3     |
| 16   | Croatie     | 1  | 0      | 1      | 2     |
| 16   | Danemark    | 1  | 0      | 1      | 2     |
| 16   | Grèce       | 1  | 0      | 1      | 2     |
| 19   | Ukraine     | 1  | 0      | 0      | 1     |
| 20   | Hongrie     | 0  | 4      | 1      | 5     |
| 21   | Belgique    | 0  | 2      | 1      | 3     |
| 22   | Suisse      | 0  | 1      | 2      | 3     |
| 23   | Irlande     | 0  | 1      | 0      | 1     |
| 23   | Israël      | 0  | 1      | 0      | 1     |
| 23   | Slovénie    | 0  | 1      | 0      | 1     |
| 26   | Lituanie    | 0  | 0      | 1      | 1     |
| 26   | Roumanie    | 0  | 0      | 1      | 1     |
|      | Total       | 40 | 41     | 40     | 121   |